# Mount Abbs
Mount Abbs är ett berg i Antarktis. Det ligger i Östantarktis. Australien gör anspråk på området. Toppen på Mount Abbs är 2 135 meter över havet.
Västerut från Mount Abbs är terrängen platt, men österut kuperad. Trakten är obefolkad. Det finns inga samhällen i närheten.